# Condado de Gregory
O Condado de Gregory é um dos 66 condados do Estado americano da Dakota do Sul. A sede do condado é Burke, e sua maior cidade é Burke. O condado possui uma área de 2 728 km² (dos quais 97 km² estão cobertos por água), uma população de 4 792 habitantes, e uma densidade populacional de 2 hab/km² (segundo o censo nacional de 2000).